# Parham Aarabi
Parham Aarabi (en persa: پرهام اعرابی‎; 25 de agosto de 1976) es un profesor y empresario canadiense.

## Biografía
Tiene un doctorado en Ingeniería Eléctrica por la Universidad Stanford. Es inventor de numerosas patentes y autor de más de 80 publicaciones, la mayoría de las cuales se centran en el procesamiento de audio, imágenes y vídeo. Se desempeña como profesor de la Universidad de Toronto y catedrático de investigación de Canadá en búsqueda de imágenes, audio y vídeo en Internet. 
Su trabajo reciente se ha centrado en nuevas técnicas de procesamiento de imágenes que detectan rostros y rasgos faciales, así como en nuevas tecnologías de búsqueda de vídeos para sitios web para compartir vídeos en línea. Es el fundador y director ejecutivo de ModiFace, un proveedor líder de tecnología de realidad aumentada que fue adquirida en 2018 por L'Oreal. Aarabi ha ganado varios premios de enseñanza y conferencias, incluido un premio internacional del IEEE. En 2005, fue incluido en el MIT Technology Review TR35 como uno de los 35 principales innovadores del mundo menores de 35 años. También recibió el premio Premier's Catalyst Award for Innovation 2007 (un premio del gobierno de Ontario de 200.000 dólares para jóvenes innovadores). Su trabajo ha aparecido en el New York Times, Discovery Channel y Scientific American.

## Publicaciones
- El arte de dar conferencias: una guía práctica para conferencias universitarias y presentaciones comerciales exitosas, Cambridge University Press (2007)
- Procesamiento del habla basado en fases, (con otros tres autores) World Scientific (2006)